# Rajur
Rajur è una suddivisione dell'India, classificata come census town, di 11.677 abitanti, situata nel distretto di Yavatmal, nello stato federato del Maharashtra. In base al numero di abitanti la città rientra nella classe IV (da 10.000 a 19.999 persone).

## Geografia fisica
La città è situata a 20° 07' 21 N e 78° 53' 46 E.

## Società

### Evoluzione demografica
Al censimento del 2001 la popolazione di Rajur assommava a 11.677 persone, delle quali 6.027 maschi e 5.650 femmine. I bambini di età inferiore o uguale ai sei anni assommavano a 1.485, dei quali 759 maschi e 726 femmine. Infine, coloro che erano in grado di saper almeno leggere e scrivere erano 8.168, dei quali 4.687 maschi e 3.481 femmine.